# Imaginary Heroes
Imaginary Heroes is een film uit 2004 onder regie van Dan Harris.

## Verhaal
De familie Travis lijkt een gelukkig gezin. Werkelijk zijn ze allesbehalve dat. Na de zelfmoord van een van de kinderen, wordt het gezin volledig disfunctioneel: Sandy, de moeder, begint wiet te roken en zoekt ruzie met de buurvrouw. Ben, de vader, wordt een wandelende zombie en gaat niet meer naar zijn werk. Zoon Tim, het zwarte schaap, zakt weg in een depressie en komt in vele problemen.

## Rolverdeling
| Acteur            | Personage     |
| ----------------- | ------------- |
| Emile Hirsch      | Tim Travis    |
| Sigourney Weaver  | Sandy Travis  |
| Jeff Daniels      | Ben Travis    |
| Michelle Williams | Penny Travis  |
| Kip Pardue        | Matt Travis   |
| Deirdre O'Connell | Marge Dwyer   |
| Ryan Donowho      | Kyle Dwyer    |
| Suzanne Santo     | Steph Connors |
| Jay Paulson       | Vern          |